# Circonscription de Chulucunas
 (signalé en mai 2025).
Si vous disposez d'ouvrages ou d'articles de référence ou si vous connaissez des sites web de qualité traitant du thème abordé ici, merci de compléter l'article en donnant les références utiles à sa vérifiabilité et en les liant à la section « Notes et références ».
- Archive Wikiwix
- Bing
- Cairn
- DuckDuckGo
- E. Universalis
- Gallica
- Google
- G. Books
- G. News
- G. Scholar
- Persée
- Qwant
- (zh) Baidu
- (ru) Yandex
- (wd) trouver des œuvres sur Wikidata

La circonscription de Chulucanas est une juridiction péruvienne qui fait partie des dix circonscriptions qui composent la province de Morropón, située dans le Département de Piura, appartenant à la région Piura. Sa capitale est la ville de Chulucanas et selon le recensement de 2007 elle abrite 76 205 habitants.
La circonscription de Chulucanas a été inaugurée le 27 juin 1937, mais sa mise en place en tant que capitale de la province de Morropón date du 31 janvier 1936.